# Бахани (Грузия)
Бахани (груз. ბახანი) — село в Грузии, в муниципалитете Душети края Мцхета-Мтианети. 

## География
Село расположено в северной части края, в 51 километре по прямой к северо-востоку от центра муниципалитета Душети. Высота центра — 1440 метров над уровнем моря.

## Население
По данным переписи населения 2014 года, в селе проживало 10 человек.
| Год  | Население | Мужчины | Женщины |
| ---- | --------- | ------- | ------- |
| 1926 | 94        | 57      | 37      |
| 2002 | 26        |         |         |
| 2014 | 10        |         |         |